# Space Mountain (Disneyland Paris)
Pour un article plus général, voir Space Mountain.
Pour les articles homonymes, voir Space Mountain (homonymie) et De la Terre à la Lune (homonymie).
Space Mountain (litt. « Montagne spatiale ») est une attraction de type montagnes russes enfermées du parc Disneyland, à Disneyland Paris. Conçue par les équipes de la Walt Disney Imagineering, il s'agit à son ouverture en 1995, d'une adaptation de l'attraction Space Mountain dans le thème des romans De la Terre à la Lune et Autour de la Lune de Jules Verne. Considérés comme un chef-d'œuvre grâce à sa technologie permettant de synchroniser l'audio embarqué dans les trains au parcours, il lui est également reproché son manque d'ambition en comparaison de ce qui se fait dans d'autres parcs Disney.
Jusque peu de temps avant son ouverture au public, elle porte le nom de Discovery Mountain qui est hérité du projet abandonné de complexe Discovery Mountain, qui devait accueillir un restaurant et plusieurs attractions dans un bâtiment en forme de volcan.
Space Mountain : De la Terre à la Lune, située au cœur de Discoveryland, est inaugurée le 31 mai 1995 à en présence de nombreuses personnalités, dont notamment l'astronaute Buzz Aldrin, et ouvre au public le lendemain. Afin de moderniser ses effets vieillissant, elle ferme le 15 janvier 2005 et change de thème, elle rouvre quelques mois plus tard sous le nom de Space Mountain : Mission 2. En 2017, à l'occasion du 25e anniversaire du parc, l'attraction change à nouveau de thème et devient Star Wars Hyperspace Mountain.

## Concept et création

### Développement

#### Le projet du complexeDiscovery Mountain(avant 1992)

Les deux hublots de Videopolis devaient initialement être reliés au complexe Discovery Mountain par des tubes.

Lors de la conception de la zone thématique Discoveryland, il est envisagé de construire en son centre un volcan inspiré de Vulcania, une île volcanique visible dans le film Vingt Mille Lieues sous les mers. Ce complexe, baptisé « Discovery Mountain », doit contenir plusieurs attractions inspirées des romans de Jules Verne et être relié aux autres infrastructures de la zone thématique, telles que Videopolis et CinéMagique,,,.
Il est prévu qu'à l'intérieur du complexe se trouve une réplique du Nautilus dans lequel est présent un restaurant donnant sur la cité de l'Atlantide, une tour de chute basée sur le roman Voyage au centre de la Terre, et des montagnes russes enfermées inspirée du roman De la Terre à la Lune menant à une station lunaire,,. Étant donné l'ampleur du projet, sa construction est différée après l'ouverture d'Euro Disneyland en 1992,,,.

#### Problèmes financiers et refonte du projet (1992-1995)
Dès son ouverture, Euro Disney Resort rencontre d'importants problèmes financiers. Une refonte complète des projets en développement a donc lieu. Ainsi, le complexe voit sa taille réduite de 100 à 62 mètres de diamètre, et ne contient plus qu'une attraction reprenant le nom du projet : « Discovery Mountain ». À proximité se trouve le « Discovery Lagoon » où le Nautilus du capitaine Nemo est accosté, il ne s'agit cependant pas d'un restaurant comme initialement envisagé, mais d'un walkthrough. Enfin, une deuxième attraction de montagnes russes devait être construite près du passage entre Discoveryland et Fantasyland, intitulée « Spark Gap Coaster » dans le thème de l'électricité, elle est finalement abandonnée,.

Les initiales « DM » de Discovery Mountain sont déjà en place lorsque l'attraction change de nom.

La construction de Discovery Mountain commence en janvier 1993. Le parcours est entièrement modélisé sur ordinateur et construit sous forme de maquette. Il dispose de trois actes : le tir dans le canon, deux inversions, puis la descente et la dernière inversion. Peu avant l'ouverture, l'attraction est renommée « Space Mountain : De la Terre à la Lune » pour des raisons marketing, Space Mountain étant une attraction populaire des autres parcs Disney. Cependant, certains éléments de décor, tels que les initiales « DM » pour « Discovery Mountain », sont déjà installés,,.
L'attraction est inaugurée le 31 mai 1995, soit 130 ans après la publication du roman De la Terre à la Lune. À l'occasion, de nombreuses personnalités sont invitées, notamment l'astronaute américain Buzz Aldrin.

#### Nouveaux problèmes financiers et nouvelle thématisation (2005)
Au début des années 2000, Euro Disney est fortement endetté, et signe un accord avec ses créanciers pour restructurer sa dette et ses finances. L'entreprise procède à une augmentation de 253,3 millions € de son capital dont 240 millions € pour investir dans de nouvelles attractions. Deux sont fermées, il s'agit du Visionarium en 2004 et de Space Mountain : De la Terre à la Lune en 2005. La première est remplacée par Buzz Lightyear Laser Blast et la seconde par Space Mountain : Mission 2. Dans le parc Walt Disney Studios, une nouvelle attraction est construite : The Twilight Zone Tower of Terror, et la zone thématique Animation Courtyard est remplacée par Toon Studio,,.
L'attraction est inaugurée le 9 avril 2005 lors d'un évènement spécial dédié à l'occasion. Quelques célébrités sont présentes, notamment l'acteur Vin Diesel ou encore le DJ Tiësto qui anime la soirée d'ouverture,.
En 2015, l'attraction subit une longue réhabilitation de six mois durant laquelle l'éclairage est remplacé par des LED, le système audio des trains est amélioré, et une file d'attente single rider est ajoutée.

#### 25eanniversaire et rethématisation (2017)

Vue extérieure de l'attraction en 2022.

Space Mountain : Mission 2 ferme à son tour pour laisser sa place à Star Wars Hyperspace Mountain en 2017. Cette rethématisation dans l'univers de Star Wars s'accompagne de nouveaux trains, des « MK-1212 ». Leur décoration est inspirée de la Columbiad et reprend donc le thème original de l'attraction inspiré de Jules Verne. De couleur bleue, ils sont ornés d'étoiles, d'engrenage, de soleils et de lunes, ainsi que de la figure féminine tirant à l'arc inspirée d'Artémis,,.

### Technologie
Le parcours de l'attraction est conçu par Vekoma, il s'agit d'un « MK-1200 Looping Coaster » retravaillé afin de rentrer dans le dôme. Le départ dans le canon se fait grâce à une catapulte développée par la Walt Disney Imagineering avec l'assistance des ingénieurs de Dassault Aviation. Le parcours est divisé en 9 blocs : la gare principale, la gare annexe, la zone 1 au pied du canon, la zone 2 en haut du canon, la zone 3 jusqu'à une zone de freinage, la zone 4 jusqu'au bas du lift B, la zone 5 jusqu'au sommet du lift B, la zone 6 jusqu'à la seconde zone de freinage, et la zone 7 jusqu'à l'aiguillage avant les gares. Le lift B est composé de roues de friction qui permettent de faire monter le train. Les zones 3 et 6 disposent de deux types de freins différents : l'un sert à faire ralentir le train jusqu'à une certaine vitesse ; l'autre est un frein d'urgence qui est ouvert par défaut et se ferme lorsqu'un train occupe le bloque suivant, ou s'il y a un problème technique. Ainsi, si un train est arrêté en zone 6/7, le suivant le sera en zone 4/5, celui d'après en zone 3, mais si un quatrième train est bloqué en zone 2, alors un arrêt d'urgence automatique est enclenché. En plus, il y a trois inversions : un sidewinder, un cutback et une vrille. Afin de rendre visible les éléments de décors, l'attraction n'étant pas éclairée, la technologie employée est la même que celle des parcours scéniques : la lumière noire.
Derrière chaque gare se trouve un garage où il est possible de ranger deux trains. L'attraction dispose de six trains mais fonctionne au maximum avec cinq simultanément. Il est possible d'effectuer des mouvements de train entre un garage et une gare et cela même si l'attraction fonctionne, la gare concernée est alors mise en mode « garage ». Aussi, les quais d'embarquement sont dépourvus de portique.
Chaque train possède six wagons de quatre places chacun (deux rangées de deux places), soit 24 places par train,. La capacité horaire théorique de l'attraction est de 2 400 personnes par heure. L'audio est directement embarqué dans les trains. En effet, des haut-parleurs sont intégrés aux sièges. Étant donné que la vitesse du train varie en fonction de sa masse et donc de ses passagers, pour que la musique soit toujours synchronisées avec le parcours, elle est divisée en segments de 30 à 40 secondes. Des capteurs sont disposés le long du parcours, et lorsque le train passe à proximité de l'un d'eux, cela lance le segment de musique suivant. Si le train met un peu plus de temps à atteindre le capteur suivant et que le segment de musique est fini, une boucle musicale prolonge la fin de celui-ci.

#### Changements apportés parMission 2

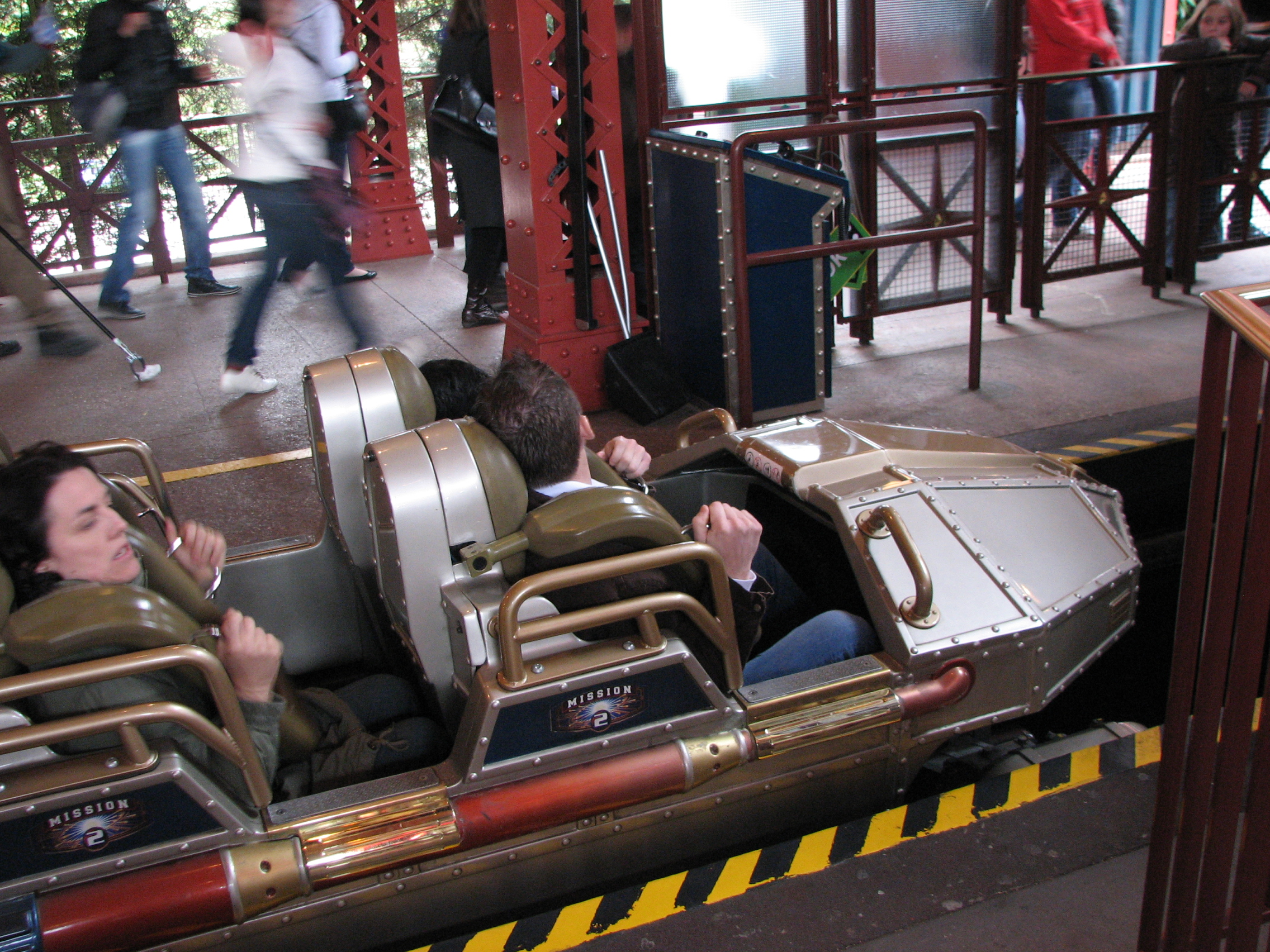
L'avant d'un train de Space Mountain : Mission 2.

Le parcours est identique à celui de son prédécesseur. La principale différence se situe au niveau du départ. Dans la version précédente, celui-ci se faisait au milieu du canon, mais il a été abaissé en bas du canon. Cette modification fait que l'attraction ne peut plus fonctionner avec cinq trains simultanément mais seulement quatre, réduisant donc la capacité horaire.
D'importants changements ont été apportés aux gares en matière de sécurité. En effet, des portes sont désormais présentes afin d'éviter de tomber sur les voies ou d'être percuté par un train en mouvement. Aussi, l'envoi des trains se fait grâce à une double-validation. Les deux Cast Members responsables de cette gare, doivent tous deux valider l'envoi du train pour que celui-ci parte.
En plus d'avoir été modernisés, l'esthétique des trains a été revue. Ceux-ci arborent des tons argentés ainsi que le logo de l'attraction sur les côtés de chaque wagon. Le système d'audio embarqué est amélioré afin de limiter les problèmes de synchronisation. En plus de la musique, des effets sonores sont ajoutés pour favoriser l'immersion du visiteur. Les effets visuels ont intégralement été refaits à l'exception des astéroïdes toujours à leurs places. Des vidéoprojecteurs et des éclairages LED sont présents sur l'ensemble du parcours.

### Architecture et design
Le bâtiment est un dôme de 62 mètres de diamètre et 36 mètres de haut. Il se situe au centre de Discoveryland et sert ainsi de point de repère. Son design est un mélange d'architecture victorienne et steampunk. La couleur dominante est un cuivre doré, elle recouvre notamment le dôme construit en aluminium afin d'être plus léger. Au sommet se trouvent des rails dans le prolongement du canon, ainsi que des antennes et des collecteurs d'énergie. Le tout est éclairé la nuit avec des néons colorés permettant de mettre la structure en valeur,.
La Columbiad est un canon spatial qui mesure 22 mètres de long et a une inclinaison de 32° contrairement au roman où il est à la vertical. Il repose sur le dôme, à proximité de la gare. La figure féminine tirant à l'arc visible sur l'un des piliers, est inspirée d'Artémis, la déesse grecque de la chasse également associée à la Lune. Chaque tir est accompagné d'une détonation et d'un dégagement de fumée à son sommet,.

### Musique

#### Thème deDe la Terre à la Lune
Le compositeur Steven Bramson est chargé de la composition de la bande-son de l'attraction. Il s'est inspiré des œuvres de Claude Debussy et Gustav Holst. La musique a d'abord été créée sous forme de démo afin de pouvoir être testée dans l'attraction et voir si elle correspond au parcours, avant d'être enregistrée dans un studio avec un orchestre à Los Angeles. En plus de la musique entendu dans l'attraction, il a composé une suite de 12 minutes intitulée The Grandeur of Space qui reprend le thème principal de l'attraction ainsi que des extraits de Krull et Les Aventures de Rocketeer composés par James Horner.

#### Thème deMission 2
La bande originale de Space Mountain : Mission 2 est l'œuvre de Michael Giacchino. Il mêle dans sa composition de la techno et un orchestre. Celui-ci compte 55 musiciens, dont une majorité de cuivres, des violons et des altos. Fortement inspirée des séries télévisées de science-fiction des années 1970, elle rend également hommage à la version originale de Space Mountain en utilisant un thérémine,.

#### Thème deStar Wars Hyperspace Mountain
La musique de Star Wars Hyperspace Mountain reprend les principaux thèmes de la saga Star Wars composés par John Williams. Le premier thème entendu lors du départ du train est Main Title. La bande-son a été enregistrée par l'Orchestre symphonique de Londres qui s'était également occupé de la bande originale des films.

## Thématisations

### De la Terre à la Lune(1995-2005) etMission 2(2005-2017)
Après la guerre de Sécession, Impey Barbicane, le président du Gun Club de Baltimore propose d'envoyer un projectile sur la Lune. Après plusieurs réunions, une collecte de fond s'organise afin de construire un gigantesque canon nommé la Columbiad et inspiré des canons du même nom. Le site choisi pour le tir se trouve en Floride, et un observatoire est construit dans les montagnes Rocheuses afin d'observer le projectile une fois en vol. Le français Michel Ardan envoie au Gun Club un télégramme dans lequel il leur propose de construire un projectile creux plutôt que plein dans lequel il souhaite prendre place. L'idée est bien accueillie, à l'exception du capitaine Nicholl qui s'oppose depuis le début à ce projet. Ardan parvient à avoir le soutien de tout le monde en persuadant Barbicane et Nicholl de l’accompagner. Le tir est un succès et le projectile est observé en orbite autour de la Lune.
Lors de leur périple autour de la Lune, les trois hommes découvrent que celle-ci est dotée d'une atmosphère. Sur la face cachée, ils semblent apercevoir des villes. Leur habitacle croise cependant un astéroïde qui les dévie de leur trajectoire et les ramène sur Terre où ils amerrissent.
Après le retour sur Terre, Impey Barbicane fonde la Blue Moon Mining Company qui exploite les astéroïdes passant à proximité. Le Gun Club continue d'utiliser la Columbiad en envoyant des voyageurs autour de la Lune dans un périple similaire à celui de Barbicane, Ardan et Nicholl.
Au XXIe siècle, le Gun Club continue d'exploiter la Columbiad. Les technologies s'étant améliorées, les voyageurs surnommés les « exploronautes », ne sont plus propulsés vers la Lune mais bien au-delà du Système solaire.

Logo de De la Terre à la Lune.
Logo de Mission 2.

#### Parcours deDe la Terre à la Lune
La file d'attente commence en passant à proximité de la Columbiad, un gigantesque canon qui envoie les voyageurs vers la Lune. Elle entre ensuite dans le bâtiment où des fenêtres permettent d'admirer les paysages. Après une série de couloirs et d'escaliers, elle pénètre dans la salle des ingénieurs du Gun Club de Baltimore où sont présentées des cartes célestes et les plans de la Columbiad. Elle débouche sur la gare qui possède deux quais d'embarquement et qui est décorée avec des drapeaux français en hommage à Michel Ardan. Après avoir embarqué dans le train-fusée, celui-ci est envoyé dans le canon où une détonation le propulse vers la Lune,,.
Les premiers obstacles apparaissent tout juste après le tir, le train-fusée se retrouve à devoir éviter quelques astéroïdes. Il rejoint ensuite une machine de forage spatial développée par Barbicane et passe au travers d'une météorite surnommée la « Mother of Meteorites » ou « Mom ». Il croise un panneau indiquant que la destination n'est plus qu'à 50 000 km, puis arrive enfin à proximité de la Lune dont l'aspect est similaire à celle du film Le Voyage dans la Lune de Georges Méliès. Après cela, le train-fusée entame sa descente et gagne en vitesse. Il est freiné par l'Electro-De-Velocitor, une invention du Gun Club, puis retourne en gare où ses passagers sont débarqués,,,.

#### Parcours deMission 2

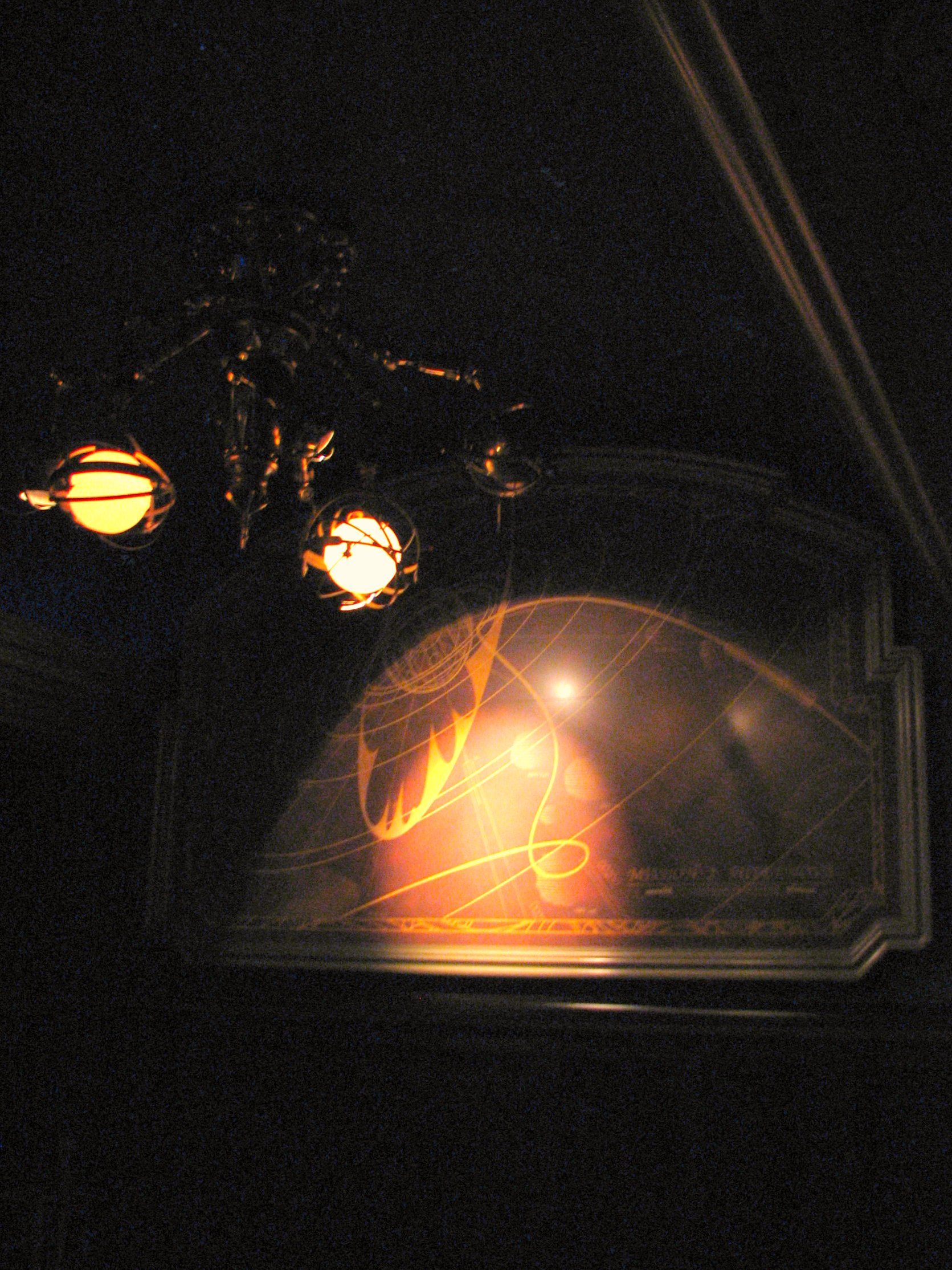
Carte de l'itinéraire du train-fusée dans la salle du Gun Club.

Le visiteur pénètre dans la montagne au niveau d'une entrée située près de la Columbiad. À mesure qu'il avance dans la file d'attente, il traverse un couloir le long duquel sont disposés des photos de l'espace de la National Aeronautics and Space Administration et de l'Agence spatiale européenne. Il longe ensuite une fenêtre donnant sur l'Electro-De-Velocitor où il peut voir des trains-fusées revenant sur Terre. Après cela, il entre dans la salle du Gun Club où est visible un plan de la Columbiad ainsi qu'une carte montrant l'itinéraire vers une supernova que le visiteur va effectuer. Il arrive enfin dans la gare d'embarquement décorées avec des drapeaux à l'effigie de la « Mission 2 ».
Après avoir embarqué dans un train-fusée, celui-ci se dirige à l'intérieur de la Columbiad qui est prête à ouvrir le feu. Un décompte précède le départ, puis c'est le tir. Le train-fusée est envoyé en quelques seconde dans l'espace, son voyage l'amène à passer à proximité d'astéroïdes et d'une comète qui le dévie de sa trajectoire. Il arrive finalement à sa destination : une supernova. Cependant, celle-ci explose et projette des météorites sur l'appareil. Pour fuir, le train-fusée rentre dans un trou noir et traverse un vortex qui le ramène sur Terre où il est ralentit par l'Electro-De-Velocitor. Il rejoint la salle d'embarquement où ses passagers son débarqués,.

### Star Wars Hyperspace Mountain(2017-)
Star Wars Hyperspace Mountain propose une file d'attente identique à celle de ses prédécesseurs. Le visiteur s'engage d'abord dans la file extérieure et longe la Columbiad. Puis il entre dans le bâtiment et peut observer dans un long couloir, les photos des vaisseaux de la saga Star Wars ainsi que des informations les concernant. Il pénètre ensuite dans les deux dernières salles de la file d'attente dont la thématisation reste inchangée, avant d'entrer dans la gare.

Logo de Hyperspace Mountain.

Une fois embarqué dans le train, celui-ci pénètre dans la Columbiad. Une fois propulsé, il passe en hyperespace pour atteindre Jakku. À son arrivée, il est pris en chasse par des chasseurs TIE et un destroyer stellaire. Le train s'engage ensuite dans la dernière partie du parcours, il passe une dernière fois en hyperespace pour revenir à la base.

### Données techniques
Cette attraction bénéficie du système FastPass

Cette attraction bénéficie du système Disney Premier Access
- Ouverture :
  - Space Mountain : De la Terre à la Lune : 1er juin 1995[51],[42]
  - Space Mountain : Mission 2 : 9 avril 2005[47]
  - Star Wars Hyperspace Mountain : 7 mai 2017
- Fermeture : 
  - Space Mountain : De la Terre à la Lune : 15 janvier 2005[42],[52]
  - Space Mountain : Mission 2 : 8 janvier 2017[47]
- Conception : Walt Disney Imagineering
- Vitesse maximale : 75 km/h
- Taille minimale requise pour l'accès : 
  - Space Mountain : De la Terre à la Lune et Space Mountain : Mission 2 : 1,32 m
  - Star Wars Hyperspace Mountain : 1,20 m
- Nombre de véhicules : 6
- Durée : 3 min[42]
- Type d'attraction : Montagnes russes enfermées
- Situation : 48° 52′ 27″ N, 2° 46′ 45″ E

## Réception

### Critiques deDe la Terre à la Lune
À son ouverture, l'attraction est un succès et attire le public. Dans les mois suivants son inauguration, Disneyland Paris enregistre ses tous premiers profits depuis l'ouverture du complexe de loisirs en 1992,. En 1996, Space Mountain : De la Terre à la Lune reçoit le Thea Award du meilleur projet,,.
Le site de fan All Ears regrette que cette version unique de Space Mountain n'ait duré qu'une décennie et considère qu'il s'agit d'un « chef-d’œuvre d'Imagineering, mêlant l'histoire à la sensation comme peu d'autres attractions avant »,. De même que le site Chronique Disney, pour qui Space Mountain : De la Terre à la Lune est une attraction « à grands frissons de grande qualité ». Aussi, il apprécie les efforts faits pour s'adapter à la clientèle européenne en ajoutant notamment des inversions et en exploitant les œuvres culturelles françaises. Cependant, Loïc Prigent de Libération, regrette l'absence « d'interactivité ou de réalité virtuelle qui offrent un tout autre panel d'émotions et de sensations », alors que cela se fait déjà à Epcot.

### Critiques deMission 2
Fréquemment comparé aux Space Mountain américains à Disneyland et Magic Kingdom, Mission 2 est considéré comme étant bien meilleur. Ses atouts sont ses effets sonores et visuels, qui en 2005 sont à la pointe de la technologie. Un passage particulièrement marquant est le vortex à la fin du parcours,. Cependant, ayant été annoncé comme une nouvelle attraction, Space Mountain : Mission 2 déçoit le public par son manque de nouveauté. En effet, le parcours est exactement le même, à l'exception du départ qui se fait plus bas dans le canon, et la plupart des décors, notamment l'architecture du bâtiment, sont restés inchangés. Grégory Vauthier du site de fan Chronique Disney, considère même que les effets visuels, bien qu'étant novateurs, restent inférieurs à ceux de Space Mountain : De la Terre à la Lune. Il est également regretté le manque de cohérence entre l'architecture victorienne du bâtiment et l'histoire qui place l'action au XXIe siècle,.

## Incidents
Plusieurs incidents se sont produits à Space Mountain : Mission 2. En 2007, une visiteuse s'est retrouvée paralysée des jambes après avoir fait l'attraction. Un nerf aurait été pincé au niveau de la nuque. Six ans plus tard, une plaque métallique provenant de la toiture, se décroche à proximité de la file d'attente sans faire de blessé. Cela contraint l'attraction à fermer quelque temps afin de procéder à des vérifications,. Toujours en 2013, une femme se plaint de vertiges en sortant de Space Mountain. Sa tête aurait tapé contre le harnais. Elle réclame la somme de 29 950 euros auprès d'Euro Disney qui accepte de l'indemniser. Cependant, en 2017 elle entame des poursuites contre le parc et le juge des référés de Meaux ordonne une expertise médicale.